# 福州市人民代表大会常务委员会
福州市人民代表大会常务委员会（简称福州市人大常委会）是中华人民共和国福建省福州市人民代表大会的常设机关，对福州市人民代表大会负责并报告工作。依法在本市行政区内行使监督权、重大事项决定权、地方立法权和人事任免权。

## 历史沿革
中华人民共和国1954年宪法及地方组织法并未规定设置县级以上人大的常务机关。1979年7月，第五届全国人民代表大会第二次会议通过《关于修正中华人民共和国宪法若干规定的决议》，其中规定：“县和县以上地方各级人民代表大会设立常务委员会，它是本级人民代表大会的常设机关”。1980年1月31日至2月4日，福州市第七届人民代表大会第二次会议在市工人文化宫举行，选举产生福州市第七届人民代表大会常务委员会。

## 职责
1. 制定和颁布地方性法规。按照中华人民共和国宪法和法律规定，福州市人民代表大会根据本市的具体情况和实际需要，在不同宪法和法律、行政法规和本省的地方性法规相抵触的前提下，可以制定地方性法规，报省人大常委会批准后施行。
2. 讨论决定本行政区域内的重大事项。包括审查和批准国民经济和社会发展计划、预算以及它们执行情况的报告；讨论决定本行政区域内的政治、经济、教育、科学、文化、卫生、环境和资源保护、民政、民族等工作的重大事项。
3. 监督本级人大常委会、人民政府、监察委员会、人民法院、人民检察院的工作。包括听取和审议本级人大常委会和人民政府、监察委员会、人民法院、人民检察院的工作报告；改变或者撤消本级人大常委会的不适当的决议，撤销本级人民政府的不适当的决定和命令；保证宪法、法律、行政法规和上级人民代表大会及其常务委员会决定、决议在本行政区域的遵守和执行。保证国家计划和预算的执行。
4. 选举、罢免本级国家机关领导人员。选举本级人大常委会的组成人员，选举本级人民政府市长、副市长，选举本级监察委员会主任、人民法院院长、人民检察院检察长；选举上一级人民代表大会代表；有权罢免本级人民政府组成人员和本级人民代表大会常务委员会的组成人员以及监委主任、法院院长、人民检察院检察长。选出或罢免的人民检察院检察长，须报经上一级人民检察院检察长提请同级人民代表大会常务委员会批准。

## 机构设置
福州市人大常委会设置以下机构：
- 福州市人大常委会办公厅
  - 秘书处
  - 人事处
  - 行政处
  - 接待处
  - 老干处
  - 信息化管理处
  - 老干处
- 福州市人大常委会研究室
  - 综合处
  - 调研处
- 福州市人大常委会人事代表工作室
  - 秘书处
  - 省人大代表联络处
  - 选举任免处
- 福州市人大常委会法制工作委员会
  - 综合处
  - 立法处
  - 备案审查处
- 福州市人大常委会监察和司法工作委员会
  - 秘书处
- 福州市人大常委会财政经济工作委员会
  - 秘书处
  - 预算审查监督处
- 福州市人大常委会城建环境工作委员会
  - 秘书处
  - 生态环保处
- 福州市人大常委会华侨（台胞）工作委员会
  - 秘书处
- 福州市人大常委会农村经济工作委员会
  - 秘书处
  - 业务处
- 福州市人大常委会教科文卫工作委员会
  - 秘书处
- 福州市人大常委会信访局
  - 秘书处
- 机关党委

事业单位
- 福州市人民代表之家
- 福州市人大常委会法律服务中心

## 历届领导

### 第七届
- 任期：1980年2月－1983年4月
- 主任：蔡良承 → 张继中（1982年7月补选）
- 副主任：刘毅、邓协和、宁家魁、萧志锋、黄骏霖、王兆培、安士达、安通
- 秘书长：安通

### 第八届
- 任期：1983年4月－1988年1月
- 主任：张继中（1984年7月辞任） → 袁启彤（1984年7月当选）
- 副主任：杨佈、陈益东、邓炎辉、陈与泌、杨银仙、许增贵（1984年7月增选）、丁岐秀（1985年8月增选）、吴又成（1987年6月增选）、谢统院（1987年6月增选）
- 秘书长：简印泉（1985年10月离任）

### 第九届
- 任期：1988年1月－1993年2月
- 主任：袁启彤（1990年5月辞任） → 习近平（1990年5月当选）
- 副主任：吴又成、邓炎辉、陈与泌、杨银仙、丁岐秀、谢统院、林忠兴（1992年2月补选）
- 秘书长：周燮威

### 第十届
- 任期：1993年2月－1997年12月
- 主任：习近平（1996年3月辞任） → 赵守箴（1996年3月当选）
- 副主任：林忠兴（1996年3月辞任）、鄢茂炎（1996年3月辞任）、王应铨、高翔、欧云远（1996年3月辞任）、邱仁魁（1997年2月辞任）、张守祥（1996年3月当选）、张一建、陈学廉（1996年3月当选）、张旭村（1997年2月当选）、吴赞明（1997年2月当选）
- 秘书长：王应铨（1995年2月辞任） → 陈学廉（1995年2月当选）

### 第十一届
- 任期：1997年12月－2002年12月
- 主任：赵守箴
- 副主任：张守祥、张一建、张旭村、吴赞明、张胜年、吴金俤、郭永灿、施能柏
- 秘书长：赖昌贤

### 第十二届
- 任期：2002年12月－2007年2月
- 主任：赵守箴 → 练知轩（2006年1月当选）
- 副主任：张守祥、高翔、张旭村、张胜年、吴金俤、郭永灿、施能柏、陈瑞麒（2005年6月辞任）、陈树雄（2006年1月当选）、赖昌贤（2006年1月当选）
- 秘书长：赖昌贤 → 吴三八（2006年1月当选[4]）

### 第十三届
- 任期：2007年2月[5]－2012年1月
- 主任：练知轩（2010年1月13日辞任[6]） → 袁荣祥（2010年1月15日补选[7]）
- 副主任：陈瑞麒（2010年4月22日辞任）、高翔（2010年1月辞任）、杨爱金（2010年4月22日辞任）、施能柏（2011年1月8日辞任[8]）、陈树雄（2010年4月22日辞任）、赖昌贤（2010年8月27日辞任）、陈吉、薛海玲、鄢萍（2010年1月15日补选）、柯有民（2011年1月9日当选）
- 秘书长：陈公文

### 第十四届
- 任期：2012年1月－2017年1月
- 主任：周振华
- 副主任：陈奇、鄢萍、柯有民、徐诗文（2016年2月3日辞任）、陈建平、林厚新、陈春光（2016年2月20日补选）
- 秘书长：陈斌（2013年10月31日辞任[9]）

### 第十五届
- 任期：2017年1月－2022年1月
- 主任：陈为民
- 副主任：鄢萍、柯有铭、陈建平（2020年6月30日辞任）、陈春光、关瑞祺、林峰、肖华（2019年1月9日当选）、李凡（2020年1月8日当选）、李永祥（2020年1月8日当选）、陈曾勇（2021年1月9日当选）
- 秘书长：刘晓强 → 林颖（2020年1月8日当选）

### 第十六届
- 任期：2022年1月－
- 主任：张忠
- 副主任：雷成财、郑云春、李凡（2023年2月被查）、陈曾勇、游通铃、陈忠霖
- 秘书长：林颖